# Брадис, Владимир Модестович
Влади́мир Моде́стович Бра́дис (23 декабря 1890, Псков, Российская империя — 23 мая 1975, Калинин, РСФСР, СССР) — советский математик-педагог и методист, член-корреспондент АПН СССР (с 1955 года), автор «Таблиц Брадиса», использовавшихся для практических вычислений.

## Биография

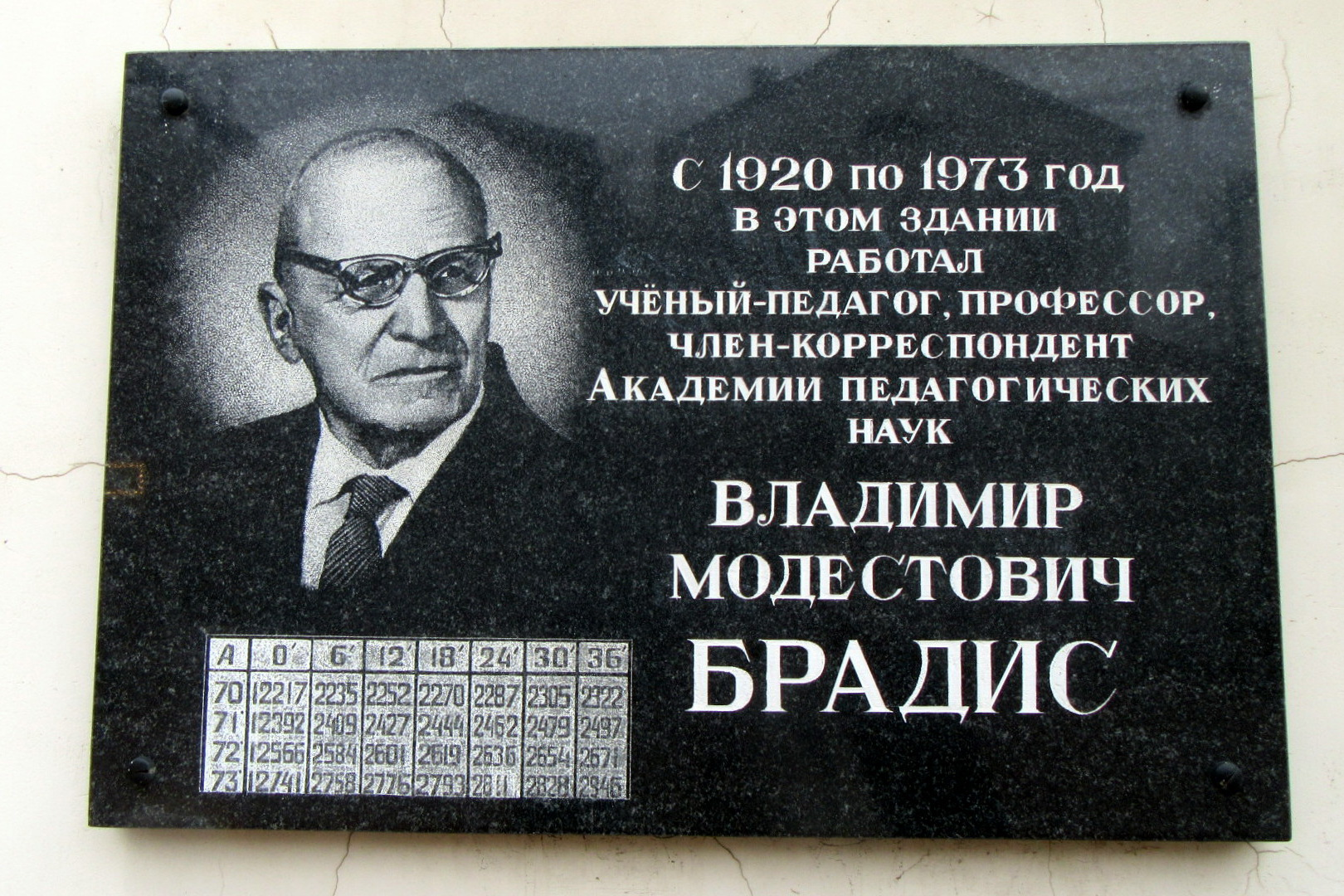
Мемориальная доска В. М. Брадису на здании Тверского государственного университета, где он работал.

Родился в семье учителей начальной городской школы Модеста Васильевича (1861—1910) и Елизаветы Васильевны Брадисов (1860—1941). Родители работали народными учителями Александровского Петрово-Посадского училища, располагавшегося на Старо-Новгородской дороге в Пскове.
В 1901 году поступил в Псковскую гимназию, однако был исключён из неё в 1907 году за распространение нелегальной литературы. В 1909 году за принадлежность к псковской группе социалистов-революционеров был сослан в Сибирь в Тобольскую губернию на три года под гласный надзор полиции. Вскоре в Сибирь последовал и его отец: Модест Васильевич отбывал срок в Туринске, а Владимир — в посёлке Берёзов. К 1910 году отец уже жил в Туринске вместе с сыном Владимиром и приехавшими к ним дочерьми, Ксенией и Елизаветой. Здесь Владимир работал на сплаве леса, занимался самообразованием, изучал высшую математику и английский и немецкий языки.
В семье было шесть детей, включая Владимира:
- Николай (1894—1915), окончил Псковскую гимназию в 1912 году вместе с Ю. Н. Тыняновым, А. А. Летаветом, М. Н. Гаркави, Л. А. Зильбером; погиб на фронте в Первую Мировую войну;
- Василий (1904—?);
- Елизавета (1900—1975) — доктор биологических наук, профессор, учёный-болотовед, жила в Киеве, работала в Академии наук Украинской ССР;
- Ксения (1892—1943);
- Александра (1895—1983) — жила в Москве.

В 1912 году Брадис ненадолго приехал в Псков и вскоре его покинул, поступив в Санкт-Петербургский университет на отделение математики физико-математического факультета. В 1912 же году опубликовал свою первую печатную работу в журнале «Математика».
При поступлении приложил следующее свидетельство от 14 мая 1912 года:

Дано сие сыну народного учителя Владимиру Модестовичу Брадису, согласно его прошению, в том, что он за время проживания в Тобольской губернии под гласным надзором полиции, которому был подчинён на основании утверждённого г. Министром В. Д. постановления Особого Совещания, образованного согласно ст. 34 Положения о государственной охране, сроком на три года, считая срок с 11 февраля 1909 года, поведения был хорошего и, за окончанием определённого ему срока, освобождён от высылки и гласного надзора полиции.

Окончил университет в 1915 году и получил место преподавателя в Коммерческом училище при Путиловском заводе, затем переехал в Тверь и начал преподавать математику на курсах губернского земства.
В 1920—1959 годах работал в Калининском государственном педагогическом институте (КГПИ).
С 1928 года — доцент, с 1934 года — профессор.
Во второй половине 1930-х годов руководил калининским городским математическим кружком учащихся 9—10-х классов.
В 1935 году был избран делегатом I съезда Советов Калининской области, в 1938 году был членом избирательной комиссии по выборам в Верховный Совет РСФСР, в 1939 году — заместителем председателя окружной комиссии по выборам в местные Советы, в 1940 году — председателем ревизионной комиссии обкома Союза работников высшей школы и научных учреждений.
В 1941 году — состоял в народном ополчении, в 1942 году работал в Комиссии по расследованию зверств фашистов, оккупировавших районы Калининской области.
В 1957 году в Научно-исследовательском институте методов обучения защитил диссертацию на соискание учёной степени доктора педагогических наук (по методике математики) на тему «Вычислительная работа в курсе математики средней школы».
С 1959 года, после ухода на пенсию, руководил аспирантами, в 1965—1973 годах — профессор-консультант КГПИ.
В 1966 году избран членом-корреспондентом Академии педагогических наук СССР.
В. М. Брадис был женат на Евгении Феодосьевне Даниловой, работавшей вместе с ним на кафедре методики преподавания математики КГПИ.
Похоронен на Дмитрово-Черкасском кладбище Калининского района.

## Научная деятельность
Основные труды Брадиса посвящены теоретической и методической разработке вопросов повышения вычислительной культуры учащихся средней школы. Его «Методика преподавания математики в средней школе» многократно переиздавалась. В 1921 году впервые вышли его «Таблицы четырёхзначных логарифмов и натуральных тригонометрических величин», позднее издававшиеся под названием «Четырёхзначные математические таблицы» (выдержали около 60 переизданий в советское время и около 30 — после 1991 года, продолжая переиздаваться по настоящее время).
В. М. Брадис является одним из пионеров интервальных вычислений в СССР. С середины 1920-х годов он развивал «метод границ» — способ организации вычислений, приводящий к достоверным двусторонним границам точного значения вычисляемого результата, фактически аналогичный интервальной арифметике.
Работы переведены на языки народов СССР (украинский, латышский, белорусский, молдавский), а также на болгарский, чешский, румынский, немецкий и китайский языки. Участвовал в переводе ряда зарубежных изданий по математике (Г. Зандена, И. Фихте).

## Награды
- Медаль «За доблестный труд в период Великой Отечественной войны 1941—1945 гг.» (1946).
- Нагрудный знак «Отличник народного просвещения» (1947).
- Орден Ленина (1953).
- Медаль К. Д. Ушинского (1954).
- Заслуженный деятель науки РСФСР (1957).

## Основные работы
- Брадис В. М. Таблица четырёхзначных логарифмов и натуральных тригонометрических величин. — Тверь: ГИЗ, тверское отделение, 1921. — 8 с.
- Вопросы математики и её преподавания. Сб. ст. под ред. И. И. Чистякова и Н. М. Соловьева. — М.; Пг.: ГИЗ, 1923. — 104 с.
- На путях математики. Сб. ст. В. М. Брадиса, Д. Л. Волковского, С. Н. Жаркова и др. — М.: Мир, 1926. — 129 с.
- Брадис В. М. Таблица логарифмов с 4 десятичными знаками и производство вычислений с нею. — Л.: ГИЗ, 1926. — 40 с.
- Брадис В. М. Как вычисляют посредством таблицы логарифмов с десятичными знаками? — Л.: ГИЗ, 1926. — 40 с.
- Брадис В. М. Опыт обоснования некоторых практических правил действий над приближенными числами. — Тверь: [Б. и.], 1927. — 38 с.
- Брадис В. М. О предельной погрешности произведения нескольких приближенных сомножителей. — Тверь: [Б. и.], 1928. — 11 с.
- Брадис В. М. Четырёхзначные математические таблицы. — Л.: ГИЗ, 1928. — 42 с.
- Брадис В. М., Попов П. И. Программа-минимум для повышения квалификации работников социального воспитания. Вып. VII. — М.: «Работник просвещения», 1929. — 84 с.
- Брадис В. М. Как надо вычислять? Вып. 1. Приближенные вычисления на пятом году обучения. — М.; Л.: ГИЗ, 1929. — 76 с.
- Брадис В. М. Как надо вычислять? Вып. 1. Приближенные вычисления на пятом году обучения. 2-е изд. — М.; Л.: ГИЗ, 1930. — 80 с.
- Брадис В. М. Как надо вычислять? Вып. 1. Приближенные вычисления на пятом году обучения. 3-е изд. — М.; Л.: Учпедгиз, 1932. — 62 с.
- Брадис В. М. Как надо вычислять? Вып. 2. Приближенные вычисления на шестом и седьмом годах обучения. — М.: ГИЗ, 1931. — 104 с.
- Брадис В. М. Как надо вычислять? Вып. 2. Приближенные вычисления на шестом и седьмом годах обучения. 2-е изд. — М.; Л.: Учпедгиз, 1932. — 103 с.
- Брадис В. М. Как надо вычислять? Вып. 3. Вычисления посредством логарифмов и счетной логарифмической линейки. — М.: Учпедгиз, 1934. — 136 с.
- Брадис В. М. Арифметика приближенных вычислений. — М.; Л.: ГИЗ, 1930. — 256 с.
- Брадис В. М. Арифметика приближенных вычислений. 2-е изд. — М.; Л.: Учпедгиз, 1931. — 232 с.
- Брадис В. М. Теория и практика вычислений. Вып. 1. 3-е изд. — М.: Учпедгиз, 1933. — 152 с. (Новое издание «Арифметики приближенных вычислений».)
- Брадис В. М. Теория и практика вычислений. 4-е изд., перераб. и доп. — М.: Учпедгиз, 1935. — 280 с. (Новое издание «Арифметики приближенных вычислений».)
- Брадис В. М. Теория и практика вычислений. 5-е изд. — М.: Учпедгиз, 1937. — 280 с. (Новое издание «Арифметики приближенных вычислений».)
- Брадис В. М. Трехзначные математические таблицы. — М.; Л.: Учпедгиз, 1932. — 33 с.
- Брадис В. М. Аналитическая геометрия. — М.: Учпедгиз, 1934. — 296 с.
- Брадис В. М. Аналитическая геометрия. 2-е изд. — М.: Учпедгиз, 1935. — 296 с.
- Брадис В. М. Аналитическая геометрия. 3-е изд. — М.: Учпедгиз, 1936. — 296 с.
- Брадис В. М. Аналитическая геометрия. 4-е изд. — М.: Учпедгиз, 1937. — 296 с.
- Брадис В. М., Харчева А. К. Ошибки в математических рассуждениях. — М.: Учпедгиз, 1938. — 148 с.
- Брадис В. М., Минковский В. Л., Харчева А. К. Ошибки в математических рассуждениях. 2-е изд., перераб. — М.: Учпедгиз, 1959. — 176 с.
- Брадис В. М., Минковский В. Л., Харчева А. К. Ошибки в математических рассуждениях. 3-е изд. — М.: Просвещение, 1967. — 191 с.
- Брадис В. М. Элементы теории чисел. — Калинин: Изд-во КГПИ, 1943. — 192 с.
- Брадис В. М. Средства и способы элементарных вычислений. — М.; Л.: Изд-во АПН РСФСР, 1948. — 196 с.
- Брадис В. М. Средства и способы элементарных вычислений. 2-е изд. — М.: Изд-во АПН РСФСР, 1951. — 196 с.
- Брадис В. М. Средства и способы элементарных вычислений. 3-е изд., испр. и доп. — М.: Учпедгиз, 1954. — 231 с.
- Брадис В. М. Методика преподавания математики в средней школе. Под ред. А. И. Маркушевича. — М.: Учпедгиз, 1949. — 472 с.
- Брадис В. М. Методика преподавания математики в средней школе. Под ред. А. И. Маркушевича. 2-е изд. — М.: Учпедгиз, 1951. — 504 с.
- Брадис В. М. Методика преподавания математики в средней школе. Под ред. А. И. Маркушевича. 3-е изд. — М.: Учпедгиз, 1954. — 504 с.
- Брадис В. М., Андронов И. К. Программа специального курса элементарной математики для физико-математических факультетов педагогических институтов. — 1950. — 20 с.
- Брадис В. М., Андронов И. К. Программа по курсу «Элементарная математика» для физико-математических факультетов педагогических институтов по специальности физика. — 1951. — 11 с.
- Истомина Н. С. Планы уроков по геометрии в 6-м классе (Из опыта работы). Под ред. В. М. Брадиса. — М.: Учпедгиз, 1952. — 116 с.
- Истомина Н. С. Планы уроков по геометрии в 6-м классе (Из опыта работы). Под ред. В. М. Брадиса. 2-е изд. — М.: Учпедгиз, 1954. — 120 с.
- Истомина Н. С. Планы уроков по геометрии в 6-м классе (Из опыта работы). Под ред. В. М. Брадиса. 3-е изд., перераб. — М.: Учпедгиз, 1956. — 115 с.
- Брадис В. М. Курсовые работы по математике и методике её преподавания. — М.: Учпедгиз, 1953. — 136 с.
- Брадис В. М. Курсовые работы по математике и методике её преподавания. 2-е изд. — М.: Учпедгиз, 1955. — 136 с.
- Брадис В. М., Данилова М. В. Контрольные работы по специальному курсу элементарной математики. — 1953. — 53 с.
- Брадис В. М., Нечаев Е. К. Контрольные работы по специальному курсу элементарной математики (теория и практика вычислений, учение о числе). — 1954. — 23 с.
- Брадис В. М. Методические указания к программе специального курса элементарной математики (раздел «Арифметика»). — 1954. — 43 с.
- Брадис В. М. Теоретическая арифметика. — М.: Учпедгиз, 1954. — 208 с.
- Брадис В. М. О постановке преподавания специального курса элементарной математики на физико-математических факультетах педагогических институтов. Тезисы доклада. — М.: Изд-во АПН РСФСР, 1954 — 10 с.
- Брадис В. М. Счетная логарифмическая линейка. — М.: Учпедгиз, 1957. — 17 с.
- Андронов И. К., Брадис В. М. Арифметика. — М.: Учпедгиз, 1957. — 303 с.
- Андронов И. К., Брадис В. М. Арифметика. 2-е изд. — М.: Учпедгиз, 1962. — 296 с.
- Кабанова К. И. Счетная логарифмическая линейка в школе. Под ред. В. М. Брадиса. — М.: Учпедгиз, 1958. — 80 с.
- Брадис В. М., Истомина Н. С., Маркушевич А. И. и др. Алгебра. Ч. 2. Под ред. А. И. Маркушевича. — М.: Учпедгиз, 1957. — 339 с.
- Брадис В. М., Истомина Н. С., Маркушевич А. И. и др. Алгебра. Ч. 2. 2-е изд., перераб. Под ред. А. И. Маркушевича. — М.: Учпедгиз, 1960. — 350 с.
- Брадис В. М. Как надо вычислять? — М.: Учпедгиз, 1960. — 80 с.
- Брадис В. М. Как надо вычислять? 2-е изд. — М.: Просвещение, 1965. — 80 с.
- Брадис В. М. Вычислительная работа в курсе математики средней школы. — М.: Изд-во АПН РСФСР, 1962. — 252 с.